# شنا در المپیک تابستانی ۱۹۵۲
شنا یکی از ورزش‌های بازی‌های المپیک تابستانی ۱۹۵۲ بوده که در دو بخش مردان و زنان برگزار شده است.
در مجموع ۳۱۹ شناگر از ۴۸ کشور جهان در این مسابقات شرکت کرده‌اند.

## جدول مدال‌ها
| رتبه            | کشور                      | طلا | نقره | برنز | مجموع |
| --------------- | ------------------------- | --- | ---- | ---- | ----- |
| ۱               | ایالات متحده آمریکا (USA) | ۴   | ۲    | ۳    | ۹     |
| ۲               | مجارستان (HUN)            | ۴   | ۲    | ۱    | ۷     |
| ۳               | فرانسه (FRA)              | ۱   | ۱    | ۱    | ۳     |
| ۴               | آفریقای جنوبی (RSA)       | ۱   | ۰    | ۰    | ۱     |
| ۴               | استرالیا (AUS)            | ۱   | ۰    | ۰    | ۱     |
| ۶               | هلند (NED)                | ۰   | ۳    | ۰    | ۳     |
| ۶               | ژاپن (JPN)                | ۰   | ۳    | ۰    | ۳     |
| ۸               | سوئد (SWE)                | ۰   | ۰    | ۲    | ۲     |
| ۹               | آلمان (GER)               | ۰   | ۰    | ۱    | ۱     |
| ۹               | برزیل (BRA)               | ۰   | ۰    | ۱    | ۱     |
| ۹               | بریتانیای کبیر (GBR)      | ۰   | ۰    | ۱    | ۱     |
| ۹               | نیوزیلند (NZL)            | ۰   | ۰    | ۱    | ۱     |
| مجموع (۱۲ کشور) | مجموع (۱۲ کشور)           | ۱۱  | ۱۱   | ۱۱   | ۳۳    |

## نتایج

### مردان
| بازی‌ها                  | طلا                                                                       | طلا          | نقره                                                                         | نقره    | برنز                                                                 | برنز    |
| ۱۰۰ متر آزاد            | کلرک اسکولز · ایالات متحده آمریکا                                         | ۵۷٫۴         | هیروشی سوزوکی · ژاپن                                                         | ۵۷٫۴    | یوران لارشون · سوئد                                                  | ۵۸٫۲    |
| ۴۰۰ متر آزاد            | ژان بوتو · فرانسه                                                         | 4:30.7 (OR)  | فورد کونو · ایالات متحده آمریکا                                              | ۴:۳۱٫۳  | پر-اولوف اوستراند · سوئد                                             | ۴:۳۵٫۲  |
| ۱۵۰۰ متر آزاد           | فورد کونو · ایالات متحده آمریکا                                           | 18:30.3 (OR) | شیرو هاشیزومه · ژاپن                                                         | ۱۸:۴۱٫۴ | تتسو اوکاموتو · برزیل                                                | ۱۸:۵۱٫۳ |
| ۱۰۰ متر کرال پشت        | یوشی اویاکاوا · ایالات متحده آمریکا                                       | 1:05.4 (OR)  | ژیلبر بوزون · فرانسه                                                         | ۱:۰۶٫۲  | جک تیلور · ایالات متحده آمریکا                                       | ۱:۰۶٫۴  |
| ۲۰۰ متر قورباغه         | جان دیویس · استرالیا                                                      | 2:34.4 (OR)  | بوون استاسفورث · ایالات متحده آمریکا                                         | ۲:۳۴٫۷  | هربرت کلاین · آلمان                                                  | ۲:۳۵٫۹  |
| ۴ × ۲۰۰ متر آزاد امدادی | ایالات متحده آمریکا (USA) · وایت مور · بیل وولسی · فورد کونو · جیمی مک‌لین | 8:31.1 (OR)  | ژاپن (JPN) · هیروشی سوزوکی · یوشیهیرو هاماگوچی · تورو گوتو · تیجیرو تانیکاوا | ۸:۳۳٫۵  | فرانسه (FRA) · ژوزف برناردو · الدو امیننت · الکساندر ژانی · ژان بوتو | ۸:۴۵٫۹  |

### زنان
| بازی‌ها                  | طلا                                                                      | طلا         | نقره                                                                                   | نقره   | برنز                                                                                 | برنز   |
| ۱۰۰ متر آزاد            | کاتالین سوکه · مجارستان                                                  | ۱:۰۶٫۸      | هانی ترمولن · هلند                                                                     | ۱:۰۶٫۵ | یودیت تمش · مجارستان                                                                 | ۱:۰۷٫۶ |
| ۴۰۰ متر آزاد            | والریا گینگه · مجارستان                                                  | 5:12.1 (OR) | اوا نواک-جرارد · مجارستان                                                              | ۵:۱۳٫۷ | اولین کاواموتو · ایالات متحده آمریکا                                                 | ۵:۱۴٫۶ |
| ۱۰۰ متر کرال پشت        | جوان هریسون · آفریقای جنوبی                                              | ۱:۱۴٫۳      | خیرتیه ویلما · هلند                                                                    | ۱:۱۴٫۵ | جین استوارت · نیوزیلند                                                               | ۱:۱۵٫۸ |
| ۲۰۰ متر قورباغه         | ایوا سیکی · مجارستان                                                     | 2:51.7 (OR) | اوا نواک-جرارد · مجارستان                                                              | ۲:۵۴٫۴ | النور گوردون · بریتانیای کبیر                                                        | ۲:۵۷٫۶ |
| ۴ × ۱۰۰ متر آزاد امدادی | مجارستان (HUN) · ایلونا نواک · یودیت تمش · اوا نواک-جرارد · کاتالین سوکه | 4:24.4 (WR) | هلند (NED) · ماری-لوئیزه لینسن-فسن · کوسیه فن فورن · هانی ترمولن · ایرما هیتینگ-شوماخر | ۴:۲۹٫۰ | ایالات متحده آمریکا (USA) · جکی لاوین · مرلین استپان · جودی آلدرسون · اولین کاواموتو | ۴:۳۰٫۱ |